# P3 Group
Die P3 Group GmbH ist eine Unternehmensberatungs- und Softwareentwicklungs-Gesellschaft mit Sitz in Stuttgart.

## Profil
Das Unternehmen ist eine Technologie-Beratungsfirma und bietet Restrukturierungs- und Strategieberatung, Ingenieurdienstleistungen und Technologieberatung u. a. für Kunden aus den Bereichen Elektromobilität und Operations & Supply Chain sowie die Softwareentwicklung für Android Automotive an. Mit 1800 Mitarbeitenden ist das Unternehmen nach eigener Darstellung an 30 Standorten auf vier Kontinenten vertreten, steuert Großprojekte und reorganisiert Geschäftsprozesse in den Branchen Automotive, IT & Media, Energy, Rail & Transportation, Aerospace und Banking & Insurance.

## Geschichte
Das Vorgängerunternehmen P3 Ingenieurgesellschaft wurde 1996 von Thomas Prefi, Christoph Theis und Thomas Weingarten als Spin-off-Unternehmen aus dem Fraunhofer-Institut für Produktionstechnologie IPT in Aachen gegründet. Die Unternehmensgründung war die Konsequenz aus der erfolgreichen Entwicklung eines Qualitätsmanagementsystems für die damalige Daimler-Benz.
Mentor und Doktorvater der drei Gründer ist Tilo Pfeifer, der zum damaligen Zeitpunkt Leiter des Lehrstuhls für Fertigungsmesstechnik und Qualitätsmanagement an der RWTH Aachen sowie Vorsitzender des Wissenschaftlichen Beirats der Deutschen Gesellschaft für Qualität war.
Ihm widmeten die Gründer den Namen ihrer Firma.
Im Jahr 2018 wurde beschlossen, die P3 Group GmbH zu spalten, daraus entstand dieses Unternehmen sowie die Umlaut SE, die schlussendlich an Accenture verkauft wurde.

## Tochtergesellschaften und internationale Ausrichtung
Zur P3 Group GmbH gehören auch diverse Tochterfirmen im In- und Ausland. In Deutschland sind dies:
- P3 Automotive GmbH mit Sitz in Stuttgart, seit 2006.[5] Ihre Schwerpunkte sind: Technologie- & Managementberatung, Projektmanagement, Elektromobilität[6][7], Operations & Supply Chain[8]
- P3 Digital Services GmbH mit Sitz in Düsseldorf, seit 2016.[9] Ihre Schwerpunkte sind: App- & Softwareentwicklung, android automotive[10], IT Consulting & IT Architektur, Rollout & Betrieb
- 4zero Solutions GmbH mit Sitz in Stuttgart, seit 2022. Im Zentrum des Unternehmens steht die Software NeXonic für digitales Shopfloor Management.

Darüber hinaus hat das Unternehmen weitere Standorte und Tochterfirmen in China, Mexiko, USA, Rumänien, Serbien, Frankreich, Thailand, Kolumbien, Griechenland, Korea, Bulgarien, Dänemark und Tschechien.
Die P3 Group GmbH war beteiligt am Lithium-Ionen-Akku-Hersteller Customcells Itzehoe.